# Bernd Knispel
Bernd Knispel (* 4. Mai 1945 in Rathen; † 4. August 2019 in Berlin) war ein deutscher Radrennfahrer, der in den 1960er- und 1970er-Jahren in der DDR aktiv war.

## Sportliche Laufbahn

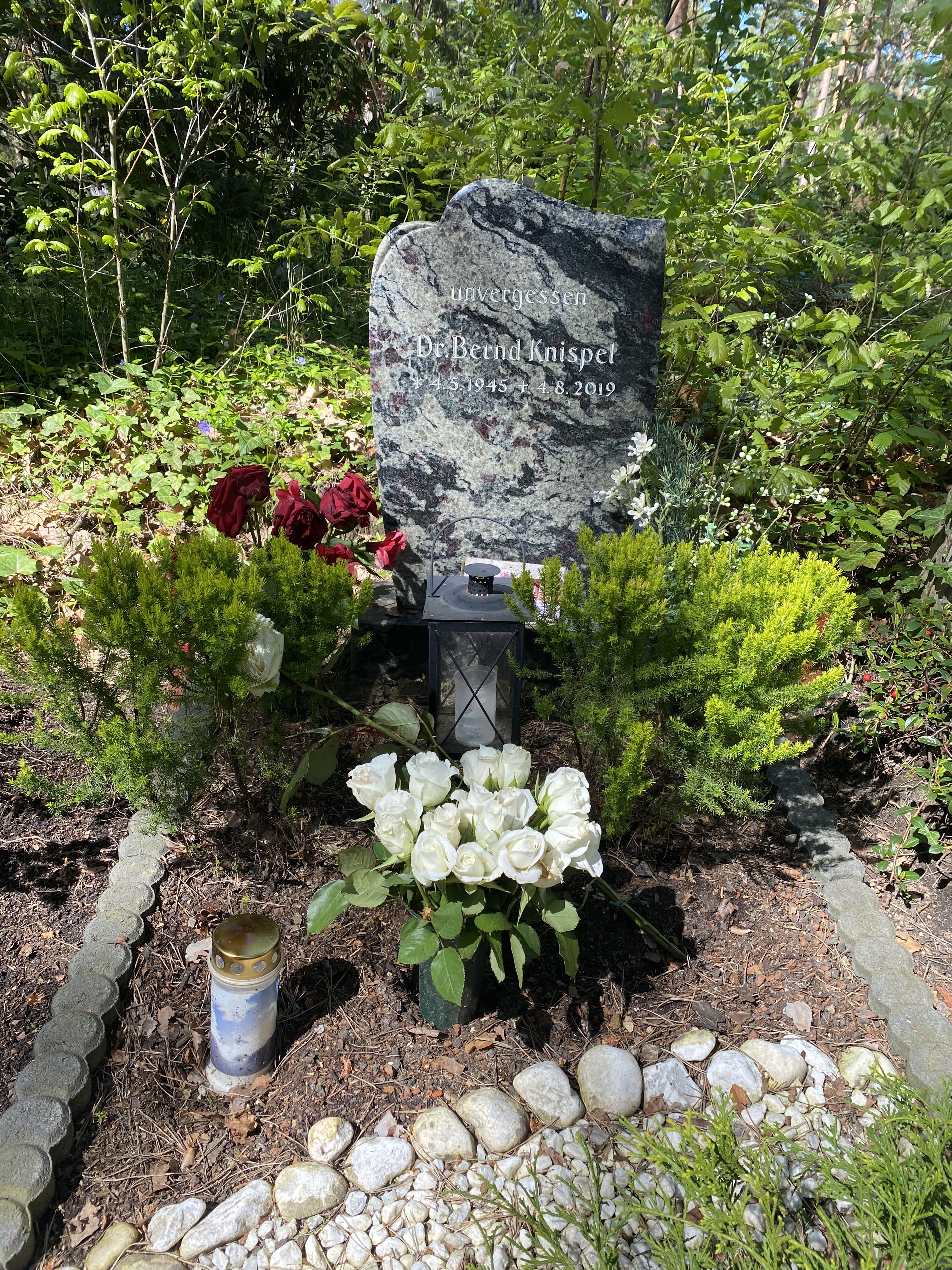
Grabstätte auf dem Waldfriedhof Zehlendorf

Er begann mit seinen sportlichen Versuchen zunächst beim Schwimmen, da aber Erfolge ausblieben, wechselte er, nachdem er bei einem Tourenfahrerrennen in Dresden von Trainer Rudi Schwab entdeckt wurde, zum Radsport.
Knispel war als Mitglied des SC DHfK Leipzig und der DDR-Radsport-Nationalmannschaft Staatsamateur. Sein erster Laufbahnhöhepunkt war die Teilnahme an der Straßen-Weltmeisterschaft 1965, bei der er im Einzelrennen als bester DDR-Fahrer auf Platz 17 landete. Zuvor war er in der DDR-Rundfahrt bester Nachwuchsfahrer geworden. Bei seiner zweiten WM-Teilnahme 1967 wurde er nach Sturz nur 52. Im November 1967 konnte er rund 50 Siege bei Radsportwettbewerben bilanzieren.
1969 und 1971 nahm er im 100-km-Mannschaftszeitfahren an zwei weiteren und damit an insgesamt vier Weltmeisterschaften teil.
Zwischen den Weltmeisterschaften konnte Knispel 1966 die beiden DDR-weiten Eintagesrennen Harzrundfahrt und Tribüne Bergpreis gewinnen und wurde Vierter der Slowakei-Rundfahrt. Vor der WM 1967 gehörte Knispel zum vierköpfigen DDR-Aufgebot für die Österreich-Rundfahrt, bei der er den 13. Platz belegte und drittbester DDR-Teilnehmer wurde. 1969 holte er sich seine erste DDR-Meisterschaft im Mannschaftszeitfahren mit der Mannschaft des SC DHfK Leipzig. Diesen Erfolg konnte er 1970 und 1971 wiederholen. 1968 wurde er Zweiter der Bulgarien-Rundfahrt mit einem Etappensieg.
Bei seinen drei Teilnahmen an der Drei-Länder-Etappenfahrt Internationale Friedensfahrt war Knispel weniger erfolgreich. Beim Debüt 1969 wurde er mit der Mannschaft Friedensfahrtsieger und erreichte mit Platz 15 sein bestes Einzelresultat, 1970 wurde er 48., 1971 25. Bei zwei weiteren Etappenrennen kam er beim Grand Prix de l’Humanité 1970 auf Platz vier und wurde bei der DDR-Rundfahrt 1971 in der Einzelwertung auf Rang 20, gewann aber mit seiner Mannschaft DDR II die Mannschaftswertung. Seinen größten internationalen Erfolg hatte er mit dem Sieg beim Großen Preis der Unabhängigkeit in Algerien im Frühjahr 1971.
Nach seiner aktiven Laufbahn arbeitete er als Radsporttrainer, kurzzeitig auch als Trainer der Nationalmannschaft. 
Bernd Knispel verstarb im Alter von 74 Jahren in Berlin und wurde auf dem Waldfriedhof Zehlendorf (Feld 024-184) beigesetzt. 